# 무령왕릉
무령왕릉(武寧王陵)은 대한민국 공주시의 공주 무령왕릉과 왕릉원의 고분 중 7번째로 발견된 고분으로, 백제 무령왕과 그 왕비의 능이다. 1971년 7월 7일에 처음 발굴되었다. 지석이 발견되어 축조연대를 분명히 제시해주었기 때문에 삼국 시대 고고학 편년연구의 기준 자료가 되고 있으며, 국보로 지정된 금제관식, 금제뒤꽂이, 금제 심엽형이식(귀걸이), 지석, 석수, 청동신수경 등을 포함하여 총 2900여 점의 많은 유물이 출토되었으며, 국립공주박물관이 대부분 보관하고 있다. 무령왕릉의 공주 송산리 고분군은 사적 13호로 지정되었다가 현재의 이름으로 변경되었다. 위치는 충청남도 공주시 금성동(옛지명: 송산리)이다.

## 위치와 구조

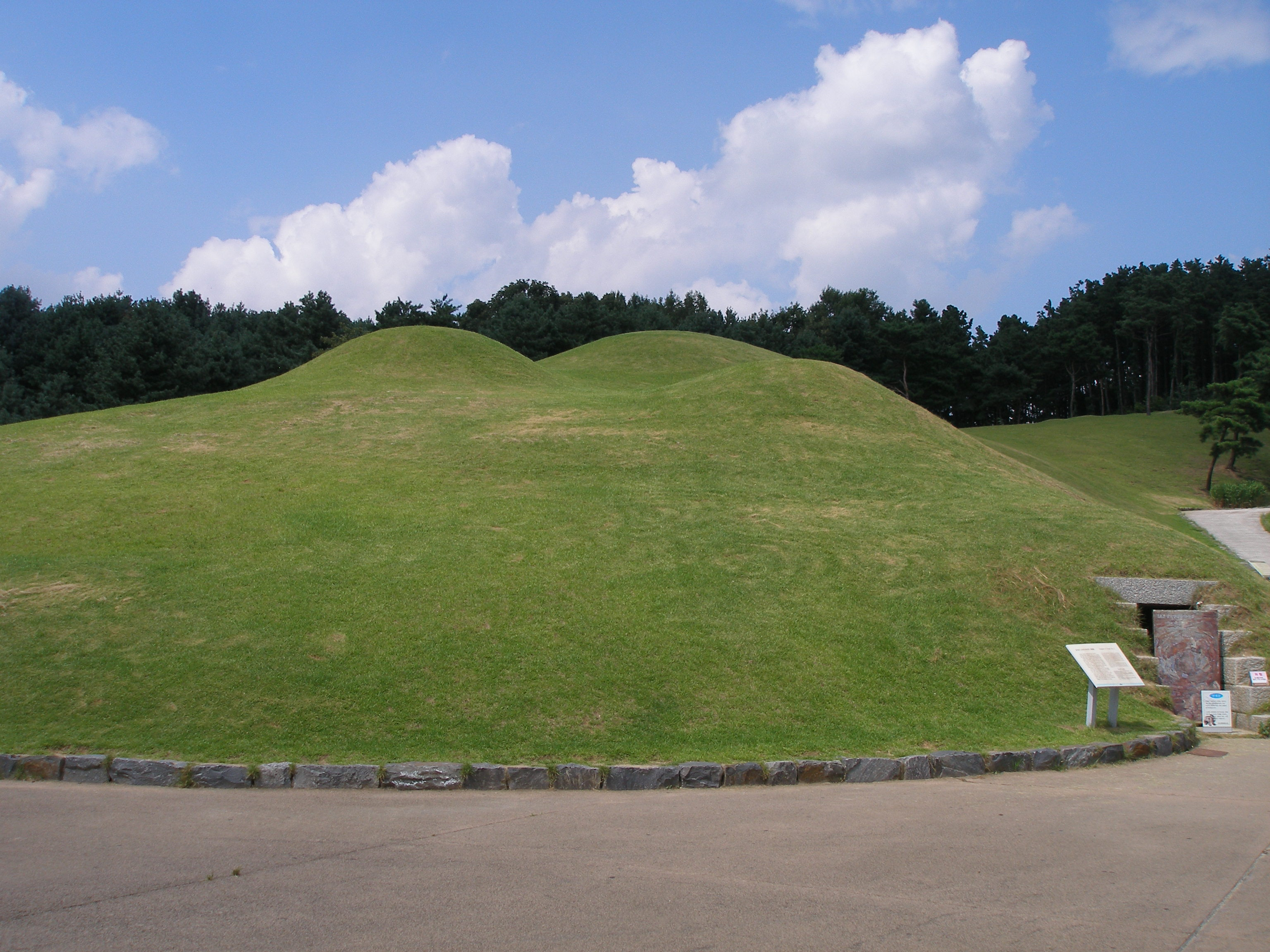
5호분과 6호분 사이의 7호분이 무령왕릉

무령왕릉은 공주시 무령왕릉과 왕릉원에 위치한다. 공주시는 과거 백제가 고구려에 의해 개로왕이 죽은 뒤, 한성에서 수도를 옮긴 곳이다. 무령왕릉과 왕릉원은 웅진기 백제의 왕릉이 묻힌 장소로, 서쪽 묘역은 무령왕(사마왕) 이후 계열, 그리고 1~4호분이 위치한 묘역은 문주왕–삼근왕 계열로 나뉘어졌을 가능성이 추정된다. 이는 곤지의 아들인 무령왕과, 개로왕의 직계인 문주·삼근왕 사이에 혈통 분리가 존재했음을 시사하는 배치로 해석된다.
무령왕릉은 제5, 6호분과 서로 봉토(封土)를 접하고 있다. 고분군의 1~5호분은 깬돌을 쌓아 만든 반원 굴식 돌방무덤이며, 6호분과 무령왕릉은 굴식 벽돌무덤이다. 돌방무덤은 한성도읍기부터 시작된 무덤 양식이며, 벽돌무덤은 6세기초 중국 남조 양(梁)나라로부터 들여온 무덤양식이다. 봉분의 윗부분은 지름 약 20m의 구모양을 하고 있으며, 널방(墓室)의 바닥면에서 무덤 꼭대기까지 높이는 7.7m이다. 널방은 연화무늬 벽돌과 글자가 새겨진 벽돌 등으로 쌓여진 하나의 방으로 북쪽을 축선(軸線)으로 평면이 4.2m × 2.72m로 되어 있다.
천장은 아치 모양이며 바닥면으로부터의 최고값은 2.93m이다. 벽면에는 제6호분과 똑같은 모양의 소감(小龕)과 그 아래에 연꽃모양 창모양으로 된 등감을 북쪽 벽에 1개, 동·서벽에 각각 2개를 만들고 각 감 안에 등잔이 들어간다. 출토된 유물은 백제고분으로서 전례 없이 풍부하고 화려하다.

## 무덤 양식
무령왕릉은 아치형으로 벽돌로 쌓은 벽돌무덤으로써 중국 남조에 속하는 남경을 수도로 한 양나라의 무덤의 양식과 유사하다. 중국 양서 백제전에 백제가 기술자와 화공들을 백제로 들여갔다는 기록도 있어 무덤의 축조에 양나라의 기술자들이 동참했을 것으로 추측한다. 발견된 벽돌에는 양나라 관청에서 만든 벽돌을 모방하여 만들었다라는 의미의 '양관와위사(梁官瓦爲師矣)'라는 글이 새겨져 있다. 남경에 있는 제가산 남조묘들과 무령왕릉의 양식이 매우 흡사하다. 무덤의 양식은 보수성이 강해서 쉽게 바뀌지 않는데 무령왕릉은 새로운 문화를 적극적으로 수용한 결과이다. 이를 통해서 무령왕시대에는 백제가 양나라와 긴밀하게 교류를 했었다는 것을 알 수 있다.
- 1~5호분 : 백제 굴식 돌방무덤
- 6호분, 무령왕릉(7호분) : 벽돌무덤

## 발굴

### 발굴 경과

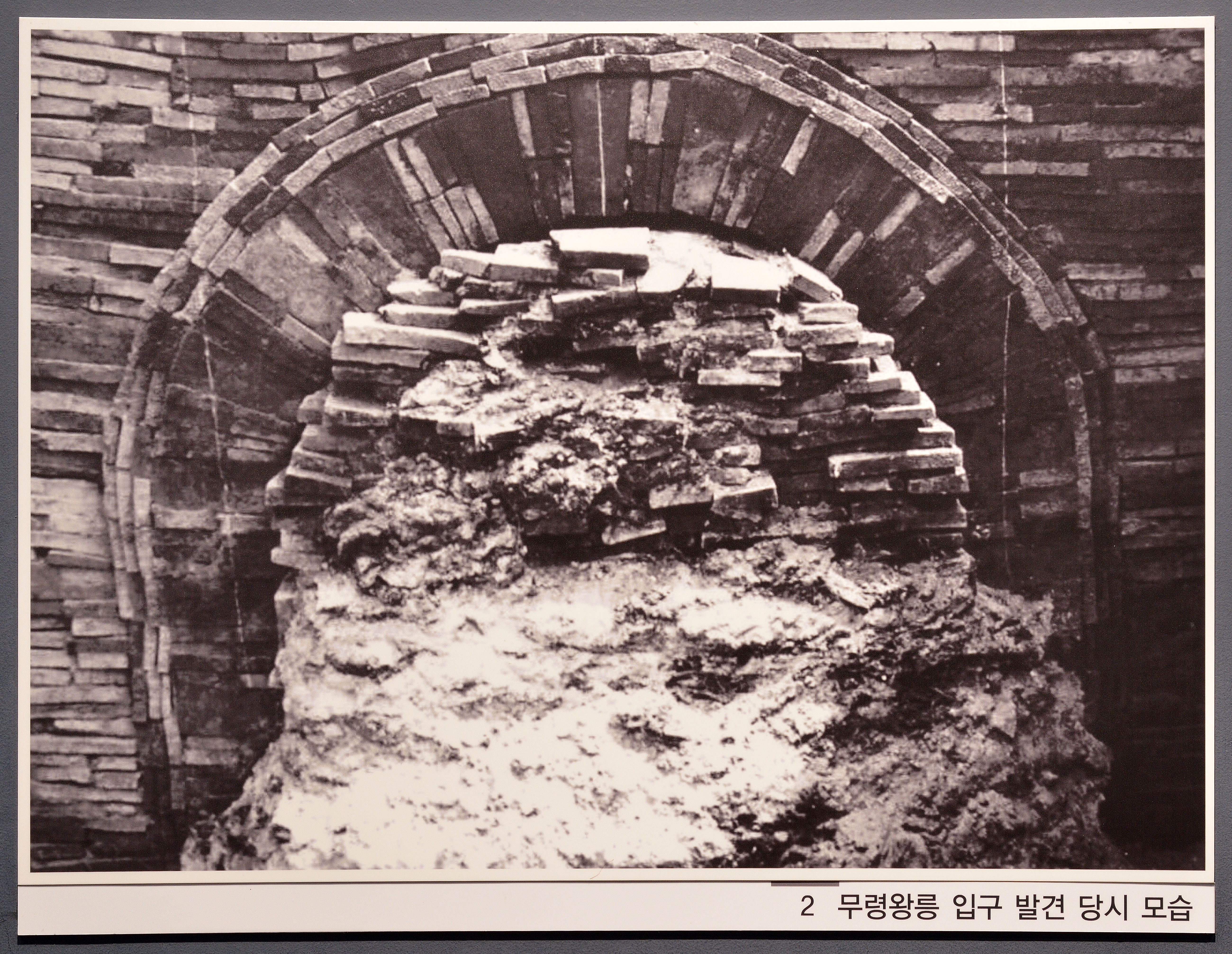
무령왕릉 입구 발견 당시 모습

1971년 7월 5일 송산리 5, 6호분의 배수로 공사중 우연히 벽돌무덤 1기가 발견되었다. 무덤입구는 벽돌과 백회로 빈틈없이 밀봉되어 있었고, 도굴의 피해를 입지 않은 상태였다.
7월 7일 무덤의 아치형 입구를 발견하였다. 호우가 내리기 시작하였으므로 자정까지 배수로를 팠다. 7월 8일 날이 밝자 발굴을 다시 시작하여 오후 3시경 입구를 막는 벽돌의 바닥까지 발굴을 하였다. 위령제를 지낸 후 4시경에 입구를 막는 벽돌 하나를 들어내자 하얀 연기가 나왔다. 계속해서 벽돌을 들어내자 널길의 중앙에서 돌짐승을 발견하였다. 무덤의 입구를 열었을 때 왕과 왕비의 지석 2매가 가지런히 놓여 있었다. 지석에는  ‘영동대장군 백제사마왕(寧東大將軍 百濟斯麻王)’이라는 명문과 함께 백제 무령왕과 왕비가 돌아가셔서 이곳 대묘에 안장했다는 내용이 수려한 남조풍(南朝風) 해서체로 새겨져 있었다. 1442년 만에 무령왕과 왕비의 실존이 밝혀졌다. 이후 발굴팀은 기다리고 있던 기자들에게 왕릉의 발굴을 발표하였다. 이후 혼란 속에서 밤을 세워 유물을 수습하였다.

### 최초 무덤 내부 상황
무령왕릉에서 출토된 유물은 모두 108종 2,906점이다. 연도에는 왕과 왕비의 지석(誌石) 2매가 가지런히 놓여 있었으며 그 위에 오수전 한 꾸러미가 얹혀 있었다. 지석 뒤에는 돌로 만든 짐승(石獸: 석수) 모양이 남쪽을 향해 서 있었다.
묘실의 관을 올려 놓은 대위에는 왕과 왕비의 관을 만들었던 나무 조각이 가득 놓여 있었다. 목관의 판재들 밑에서는 왕과 왕비가 착용하였던 장신구와 몇 점의 부장유물이 출토되었다.
중요 장신구류로는 금제관식, 금제이식, 금은제 허리띠, 금동장신발, 은제팔지 등이 있고 왕의 허리에서는 왕의 권위를 상징하는 용봉문대도가 출토되었다.
그 밖에 왕과 왕비의 베개 및 발받침가 목관 안에 놓여 있었고 그 외에 중요 부장품으로는 청동거울 3면과 은제탁잔 등이 출토되었다

## 유물
공예품으로는 각종 금은 장신구가 태반이고 다음에 청동제품, 이기류(利器類), 도자기, 목제품의 순으로서 지금까지 자료가 빈약했던 백제 금속공예의 면모를 뚜렷하게 밝힌다. 금제투작 초화문관식은 백제 왕관의 독자적인 양식이라 할 온화하고 우아한 특성을 보이는 대표적인 장신구로 손꼽힌다.
그 외의 장신구로는, 아홉 마디의 금목걸이, 금팔찌, 은팔찌, 금귀고리, 금제 뒤꽂이, 거울(銅鏡), 금두식곡옥(金頭飾曲玉) 등이 뛰어난 세공품으로 알려지고 있다. 이 가운데 곡옥은 백제에서는 처음 나타난 신례(新例)로서 정교한 세공을 보이며, 금제 뒤꽂이는 연화문 또는 타출보상당초문(打出寶相唐草紋)이 섬세하게 전개되고 있다. 또한 주목되는 것은 용(龍)의 양각과 음각 명문(陰刻銘文)이 있는 은제 팔찌이다.
벌집 모양의 금박선(金箔線) 안에 각종 무늬(飛天·鳳凰·蓮花紋)를 그린 왕비의 베개(頭杭)와 베갯머리에 꽂은 한 쌍의 봉황두(鳳凰頭) 역시 희귀품으로 알려지고 있다. 봉황두의 머리는 흑(黑)·주(朱) 칠을 한 위에 금박을 입혀 거의 원형을 잃지 않고 있으며, 크기는 높이 10센티미터밖에 안 되지만 정교하게 깎아 만든 솜씨가 뛰어나다.
무령왕릉에서는 무령왕의 유해로 추정되는 뼛조각도 발견됐지만 상태가 좋지 않아 사료 측정 불가를 받았다.

### 왕의 유물

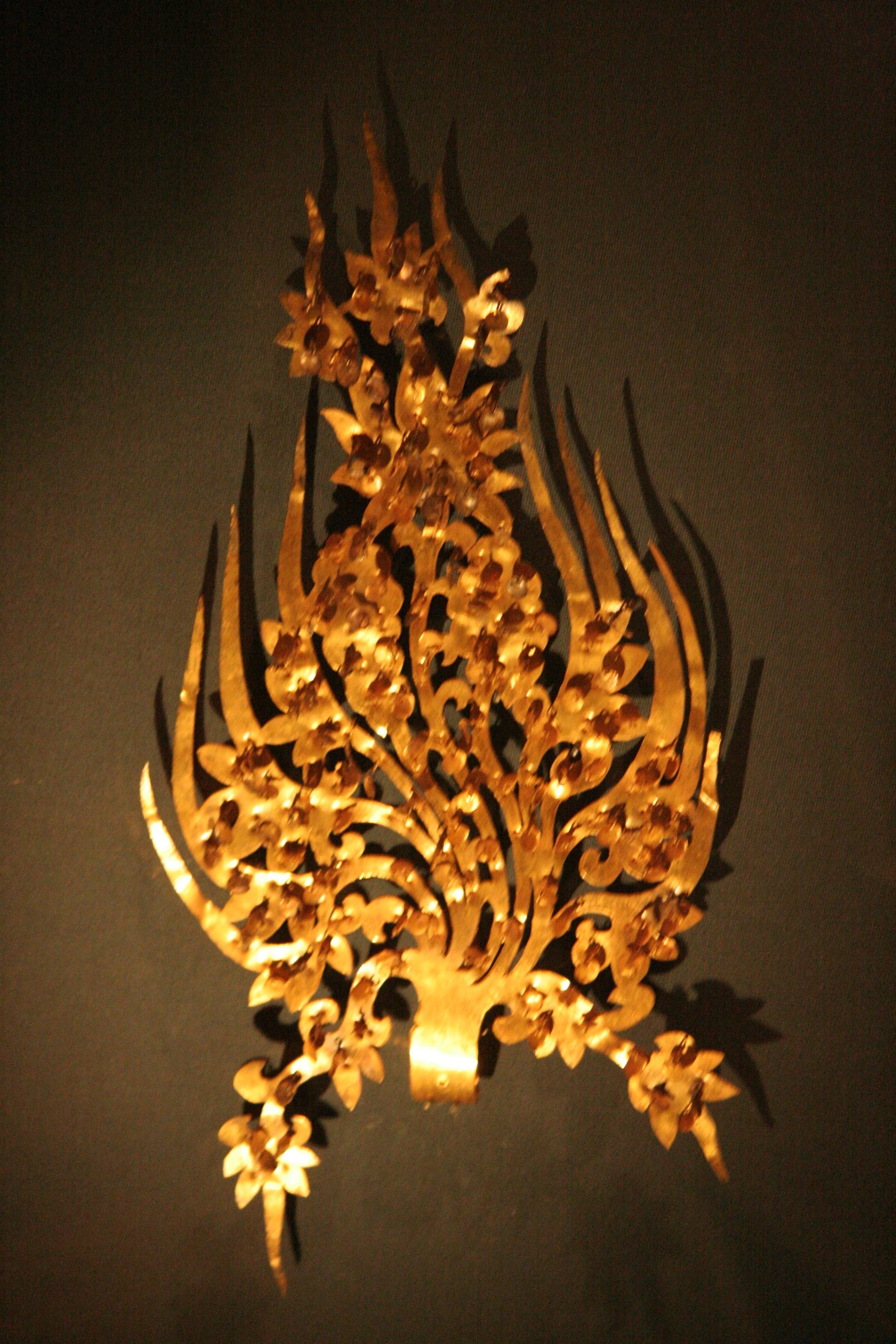
왕의 금제관식 (국보 154호)

- 국보 154호 : 무령왕 금제관식
- 국보 156호 : 무령왕 금귀걸이
- 국보 159호 : 무령왕 금제 뒤꽂이
- 국보 165호 : 무령왕 발받침
- 허리띠
- 금동신발
- 동제수저

### 왕비의 유물

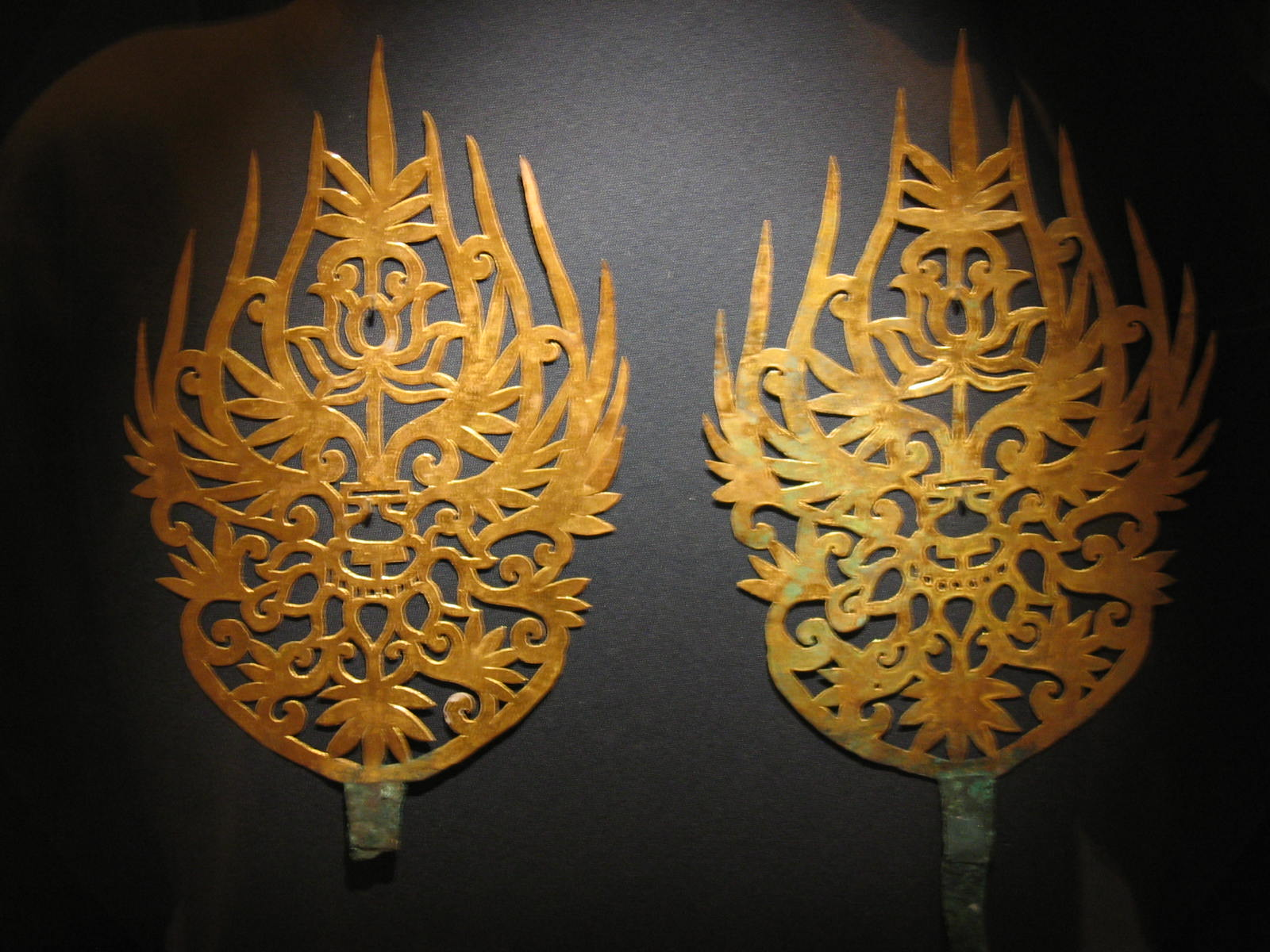
왕비의 금제관식 (국보 155호)

- 국보 155호 : 무령왕비 금제관식
- 국보 157호 : 무령왕비 금귀걸이
- 국보 158호 : 무령왕비 금목걸이
- 국보 160호 : 무령왕비 은팔찌
- 국보 164호 : 무령왕비 베개
- 두침(베개), 족좌(발받침)
- 다리미
- 신발

### 지석

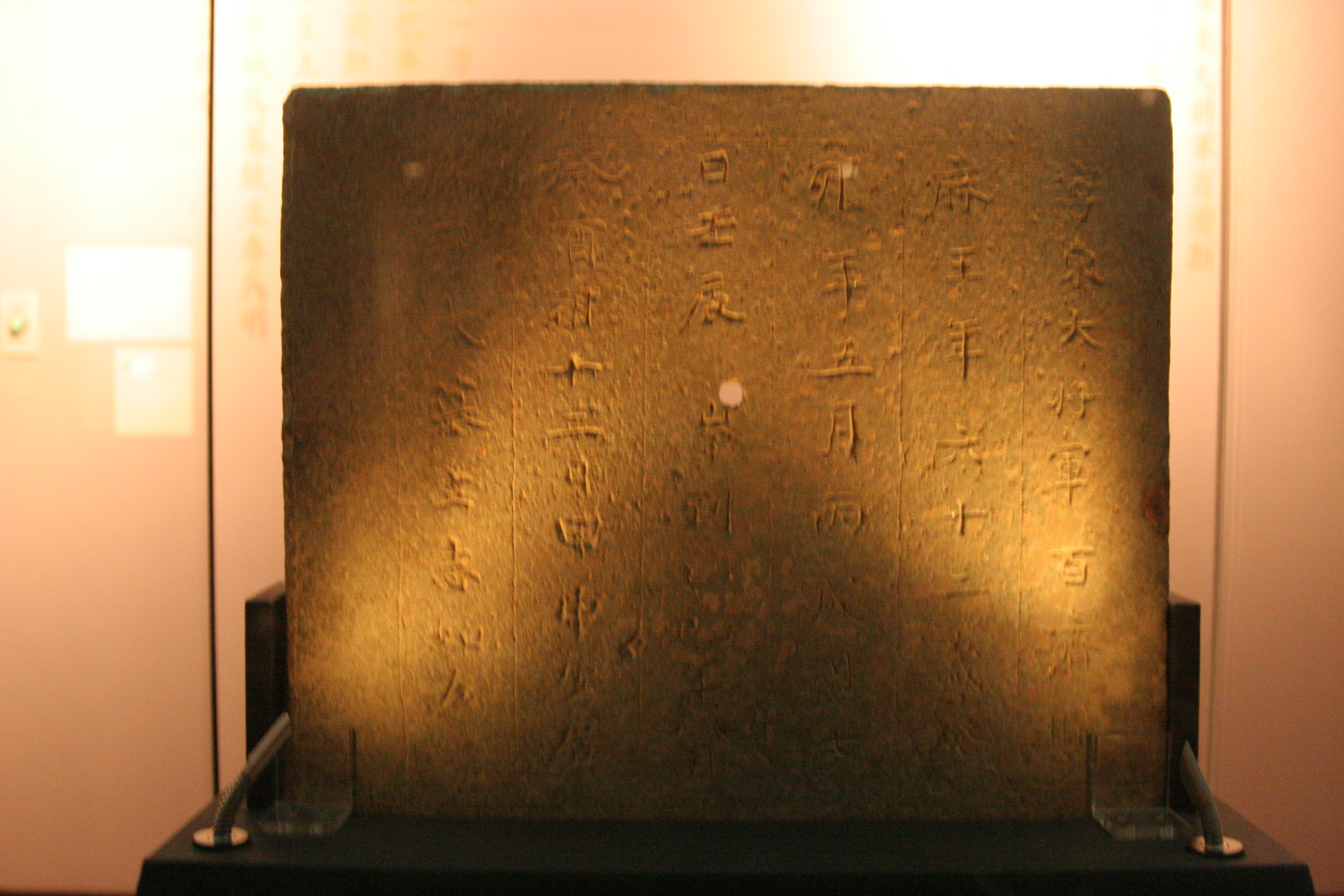
무령왕릉의 지석 (국보 163호)

- 국보 163호인 무령왕릉 지석이 발굴되어 백제 무령왕의 무덤임을 알 수 있었다. 지석은 왕릉의 널길 입구에 놓여 있던 2장의 장방형 석판으로, 가로 41.5 cm, 세로 35 cm, 두께 5cm의 청회색 섬록암에 해서체로 글을 새겼다. 시료 채취 작업이 불가능하여 정확히는 알 수 없으나, 육안 정밀 관찰 결과 섬록암이 아니라는 견해가 있다.[7]

- 523년 무령왕이 붕어하고 3년상을 치르기 위해 2년 3개월간 가매장하였다가, 왕릉에 안치할 때 왕의 묘지와 간지도, 매지권을 만들었던 것으로 보인다. 그 후 526년에 왕비가 죽자 3년상을 치른 후 529년에 안치할 때 매지권을 상하로 뒤집어 뒤편에 왕비의 묘지를 새겼다. 이 지석은 한국의 지석들 가운데 가장 오래 된 것일 뿐만 아니라 이 지석의 출토로, 무령왕릉은 삼국시대의 왕릉 중 신원을 정확히 확인할 수 있는 유일한 무덤이 되었다. 후에 2호분의 주인이 삼근왕으로 추정되나 이는 어금니의 연령으로 추정한 것이어서 무령왕릉처럼 묘주가 명확히 확인된 사례는 아니다.

- 매지권 : 무령왕릉 지석 뒷면에는 무령왕이 토지신에게 돈 1만닙를 주고 능을 만들 땅을 사게 되었다는 내용이 나오는데 이는 토지매매 문서를 작성한 것이다. 또한 중국 돈인 오수전을 그 위에 올려놓은 것으로 보아 오늘날과 유사한 화폐거래를 통한 토지 매매를 유추할 수 있다.

- 지석의 내용은 짧지만 《삼국사기》에 누락된 사실을 보충할 수 있었고 매지권에서 알 수 있듯이 백제인들의 사상연구에 중요한 단서가 되었다. 이 지석 2장이 고분 축조연대를 분명히 제시해주었기 때문에, 무령왕릉의 출토 유물은 삼국시대 고고학 편년연구에 기준자료가 되고 있다. 영동대장군이란 무령왕이 양나라 에서 받은 작호이며, 사마왕은 무령왕의 이름인데 《삼국사기》에는 "斯摩"로, 《일본서기》에는 "斯麻"로 기록되어 있다. 왕의 죽음을 황제가 죽을때 쓰는 붕(崩), 무덤을 대묘(大墓)로 표현하고 있다. 지석에 새겨진 무령왕릉의 사망년월은 《삼국사기》기록과 동일하다. 지석의 내용은 다음과 같다.

| “ | 寧東大將軍 百濟斯麻王 年六十二歲 癸卯年五月 丙戌朔 七日壬辰 崩到 乙巳年八月 癸酉朔 十二日甲申 安登冠大墓 立志如左 | ” |

왕의 지석 해석영동대장군 백제 사마왕이 62세 되는 계묘년 5월 7일 임진날에 돌아가셔서, 을사년 8월 12일 갑신날에 이르러 대묘에 예를 갖추어 안장하고 이와 같이 기록한다.
왕비의 지석 뒷면 해석돈 1만닙, 다음의 건. 을사년 8월 12일 영동대장군 백제 사마왕이 앞에 든 돈으로 토지신 토왕, 토백, 토부모, 연봉 2000석 이상의 여러 관료에게 나아가서 서쪽 땅을 사들여 묘를 만들었으니 문서를 만들어 남긴다. 현 율령에 따르지 않는다.

### 석수

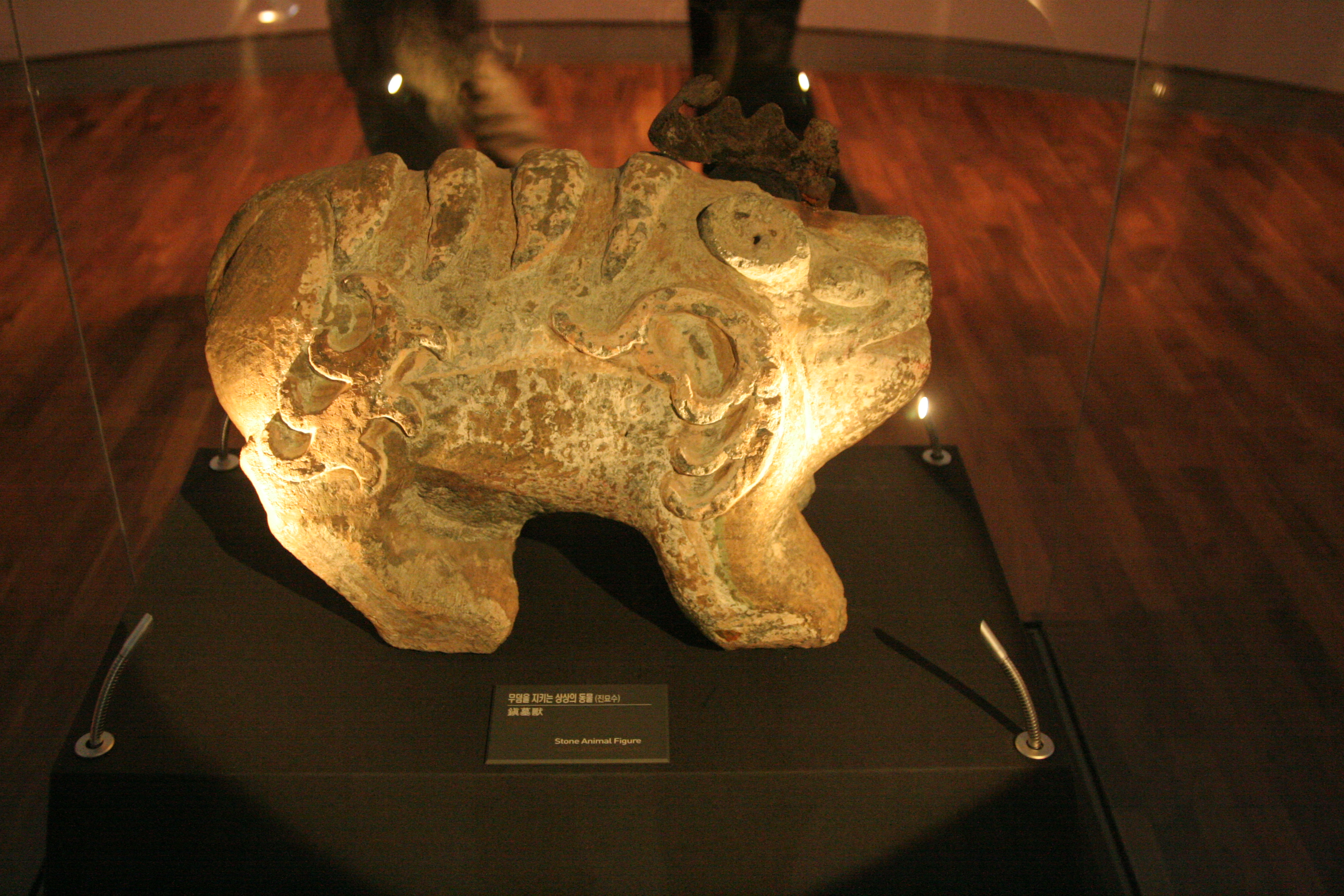
석수 (국보 162호)

국보 162호인 무령왕릉 석수는 널길의 입구 중앙에 밖을 향하여 놓여 있었으며 재료는 응회암제이다. 뭉뚝한 입을 벌렸고 코는 크나 콧구멍은 없고 높은 콧등날이 등뒤까지 계속되었고 그 좌우에 눈과 귀가 있다. 등에는 불룩 튀어나온 긴 무늬가 네 곳에 있고 머리 위 융기 위에는 철제의 나뭇가지모양의 뿔이 패어진 홈에 꽂혀 있다. 몸통 좌우에는 앞뒤에 날개모양 갈기가 새겨져 있다. 출토 당시부터 오른쪽 뒷다리는 파손되어 있었다. 이 석수는 중국 한 대(漢代)이래 악귀를 물리치는 벽사의 뜻으로 무덤내부 앞에 세우는 진묘수(鎭墓獸)의 일종이다.

### 거울
- 국보 161호 : 무령왕릉 청동거울 일괄
- 국보 161-1호 : 청동신수경
- 국보 161-2호 : 의자손수대경
- 국보 161-3호 :수대경

### 목관

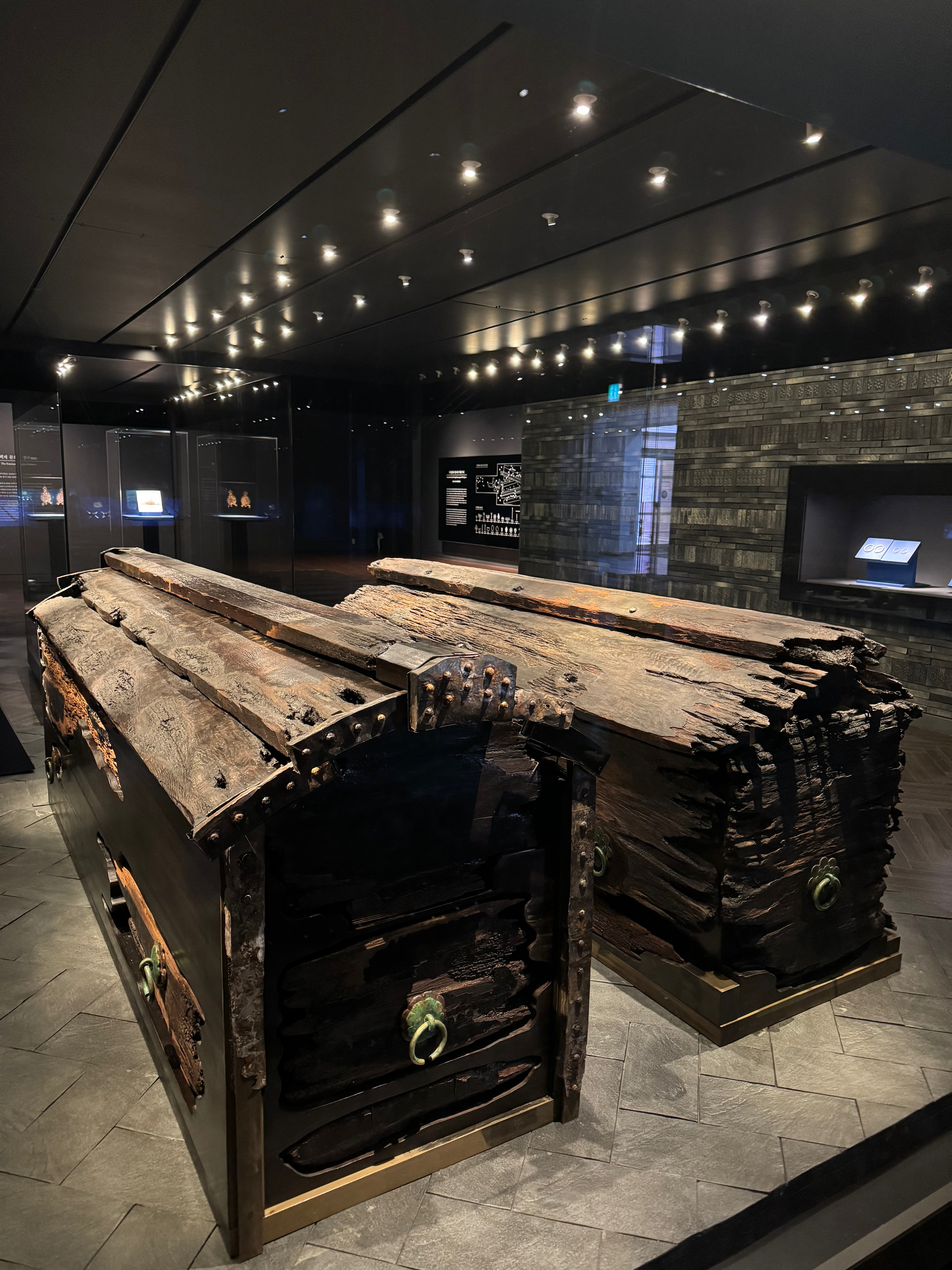
무령왕릉 목관

왕과 왕비가 안치된 목관은 관재(棺材)로 사용된 목재의 수종을 분석한 결과에서 일본 규슈지방의 금송으로 만들어진 것으로 밝혀졌다. 금송은 일본에서 불단이나 무덤의 꽃으로 사용되며 일본인에게 금송은 신성한 나무로 여겨진다. 무령왕의 관재는 수령 3백년 이상인 거목으로 금송의 키가 30미터에 지름이 1미터 정도는 되었을 것으로 여겨진다. 금송은 목질이 매우 단단하고 습기에 강하여 최고의 관재로 여겨졌으며 일본에서는 지배계층만 사용하였다. 왕의 관은 동쪽에 있고 왕비의 관은 안쪽, 즉 서쪽에 놓여 있었다.
또한 무령왕릉에서 발견된 청자 등 중국 물품들은 당시 중국에서 만들어진 것과 별로 차이가 없는 것으로 보아 무령왕 때 국제 교류가 활발하였음을 알 수 있다.

### 은어뼈
2011년에 무령왕릉 발굴 당시 묘의 석실 바닥에서 긁어모은 티끌과 흙을 정밀 분석한 결과 은어의 등뼈 141점과 종류를 알 수 없는 다른 생선 뼈 조각 136점을 발견하였다고 발표되었다.
이를 토대로 추정을 해 보면, 길이 25cm 정도의 은어가 최소한 세 마리 이상 부장되었을 것으로 짐작된다. 은어의 척추뼈들 가운데 푸른빛으로 변색된 것이 적지 않고, 청동 그릇이 다수 발견되었으므로, 청동그릇 녹물이 은어의 등뼈를 물들였을 가능성이 있어 보인다. 은어를 부장한 까닭은 제수용으로 사용되었을 가능성과 부활을 상징하는 물고기를 제의적으로 사용했을 가능성이 크다.

### 벽돌
왕릉 축조에는 모두 28종류 이상의 다양한 벽돌이 사용되었다. 이 중 주목되는 것으로는 글씨가 새겨져 있는 벽돌과 문양 있는 벽돌이다. 글씨가 새겨진 벽돌은 '…士壬辰年作(사임진년작)'이라는 글씨가 새겨있거나 大方(대방), 中方(중방), 急使(급사)라는 명문이 압출(壓出)되어있다. 또한 벽돌의 문양은 짧은 변에 연꽃무늬(蓮花紋)와 인동연꽃무늬(忍冬蓮花紋)가 장식되어 있고, 긴 변에는 연화사격자무늬(蓮花斜格子紋)와 사격자무늬(斜格子紋)로 장식되어 있다.

### 도자기
과거에는 무령왕릉에서 출토된 대부분의 도자기가 중국 남조의 하사품으로 해석되었으나, 이후 연구를 통해 일부 유물은 백제 내지 한국에서 제작되었을 가능성이 제기되었다. 예컨대 ‘흑유병’(흑자)은 일본 학자들에 의해 남조 수입품으로 간주되어 왔으나, 제작기법과 출토 맥락 등을 근거로 백제 모방품이라는 주장이 나왔다. 또한 일부 도자기는 백자와 청자의 경계에 있는 ‘청유자’로 분석되며, 유약 성분이나 소성 온도 면에서 고유의 특징을 보인다.

## 공주 10경
공주문화원, 공주예총, 향토사학자, 언론인, 사진작가 등으로 구성된 공주 10경 선정위원회에서 선정한 공주 10경 후보지 15개소를 대상으로 설문조사를 실시한 결과 최종 공주 10경에 무령왕릉이 선정되었다.

## 기타

### 일본과의 관계
무령왕릉에 매장된 무령왕이 일본에서 출생하고 일본과 긴밀한 관계였기에, 무령왕릉은 발굴부터 지금까지 일본 측의 높은 관심을 받았다. 특히 아키히토 천황이 2001년 회견에서 자신의 선조인 간무 천황의 어머니 다카노노 니가사(高野新笠)가 백제 무령왕의 10대손이라는 《속일본기》의 내용을 인용한 이후, 일본 천황가에서 무령왕과 무령왕릉에 많은 관심을 가지고 있다는 사실이 알려졌다. 2004년에는 일본의 구황족인 아사카 도모히코가 대한민국을 방문해 무령왕릉을 참배한 후, 제사를 지내고 천황가의 제사용품을 충청남도 공주시에 기증하였다.

## 사진

### 출토 문화유산 사진

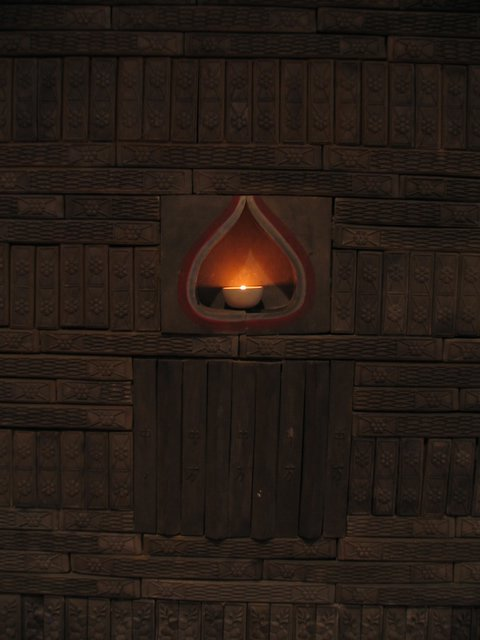
무령왕릉 내부2
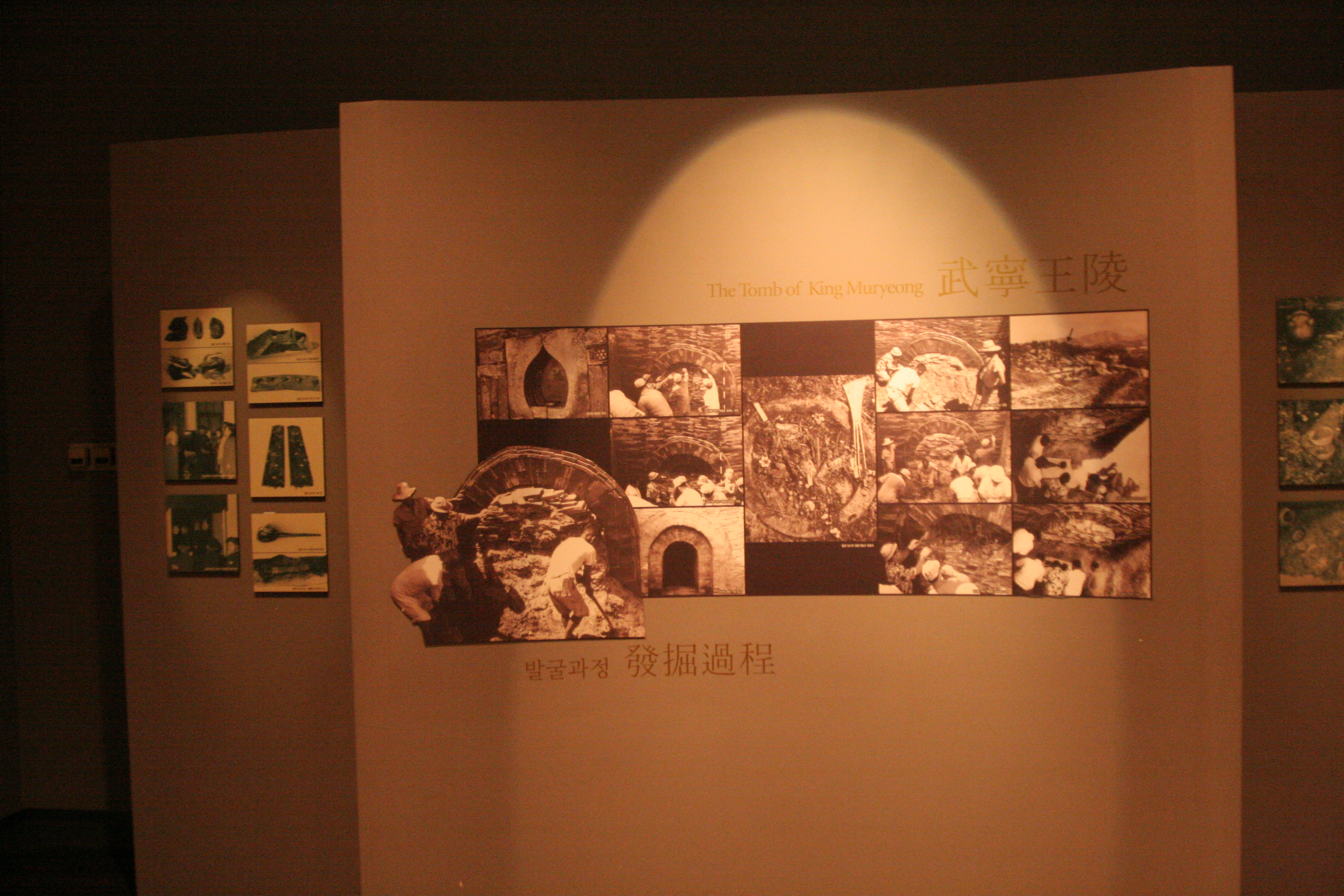
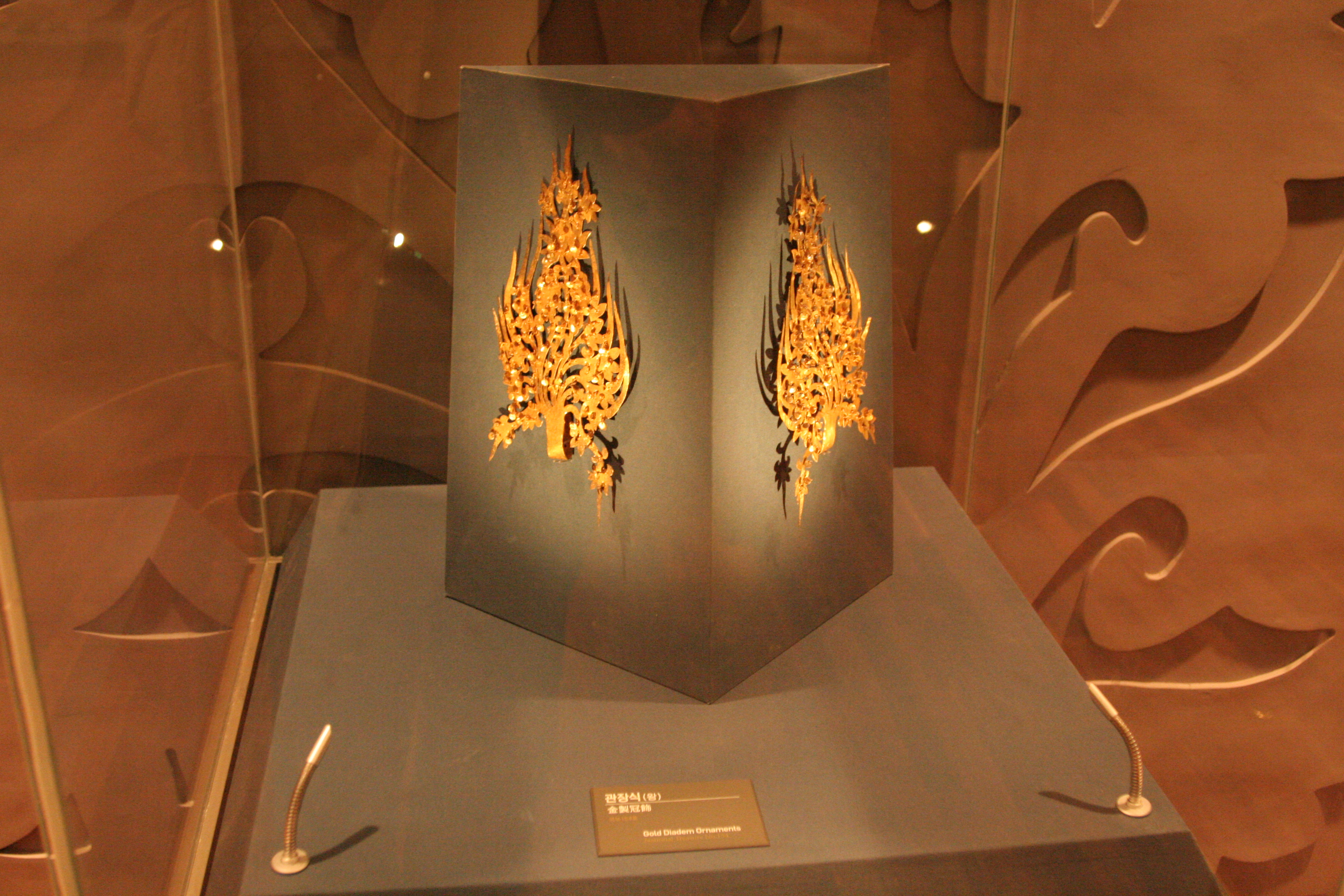
(왕)금제관식 (국보 154호)
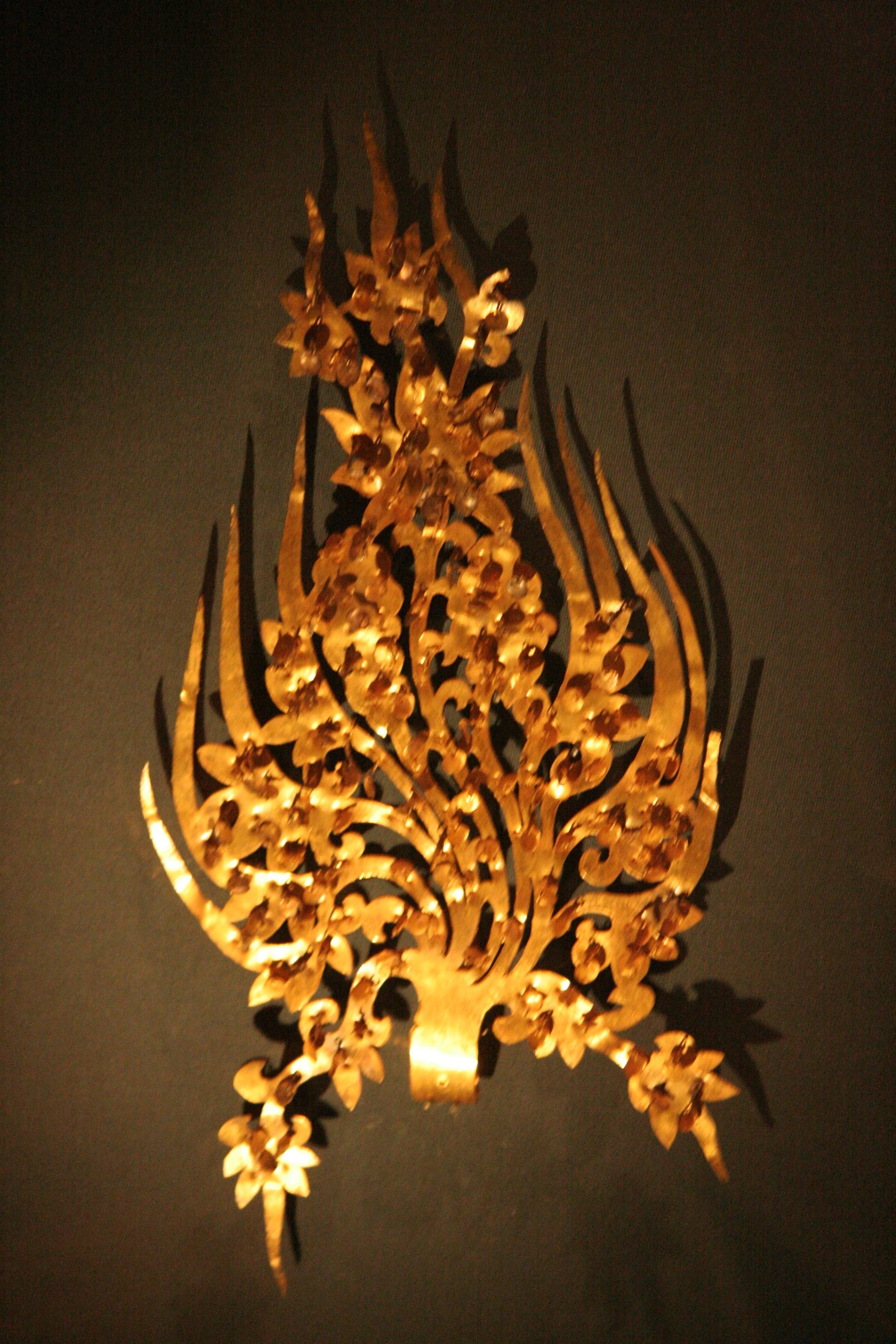
(왕)금제관식 (국보 154호)
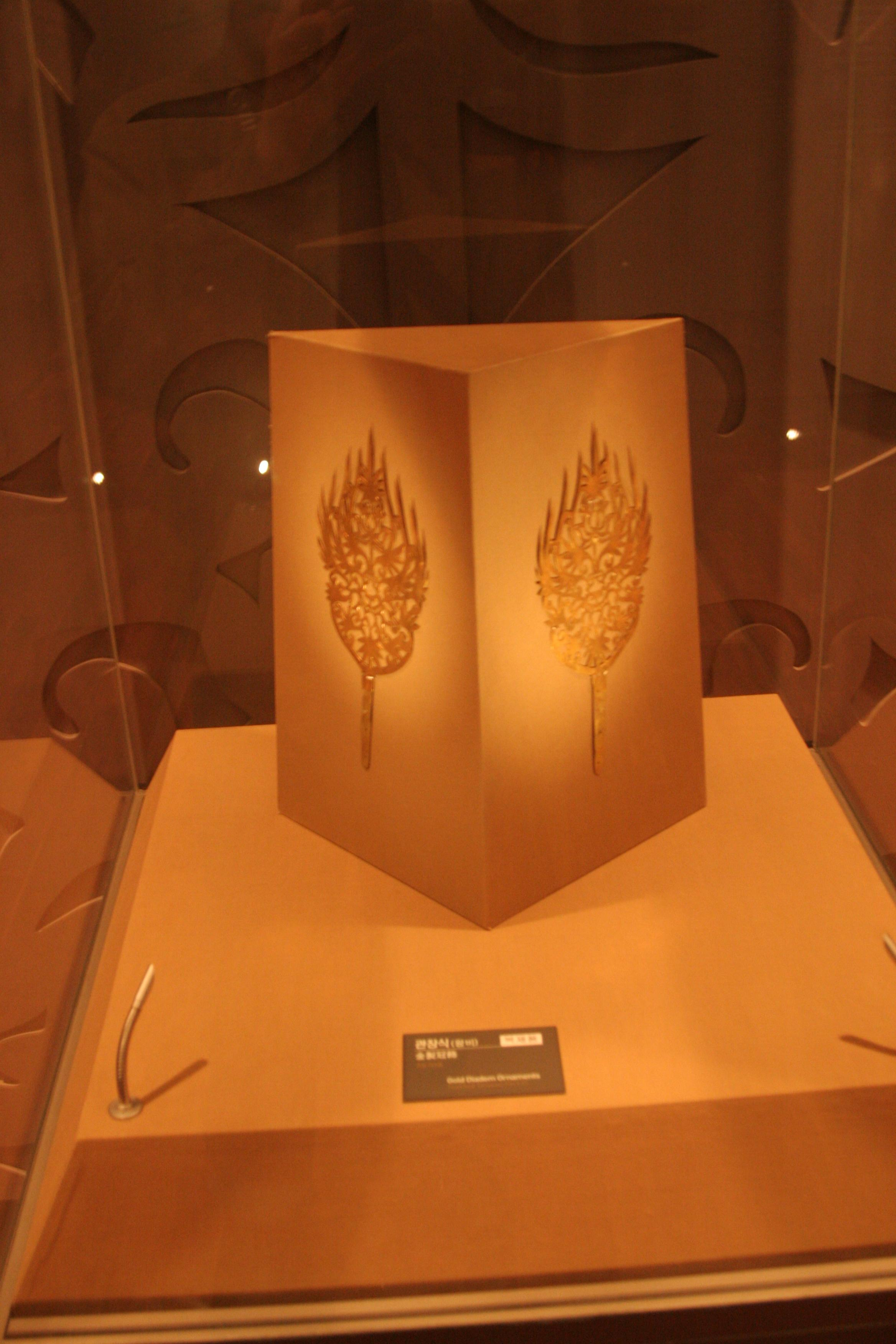
(왕비)금제관식 (국보 155호)
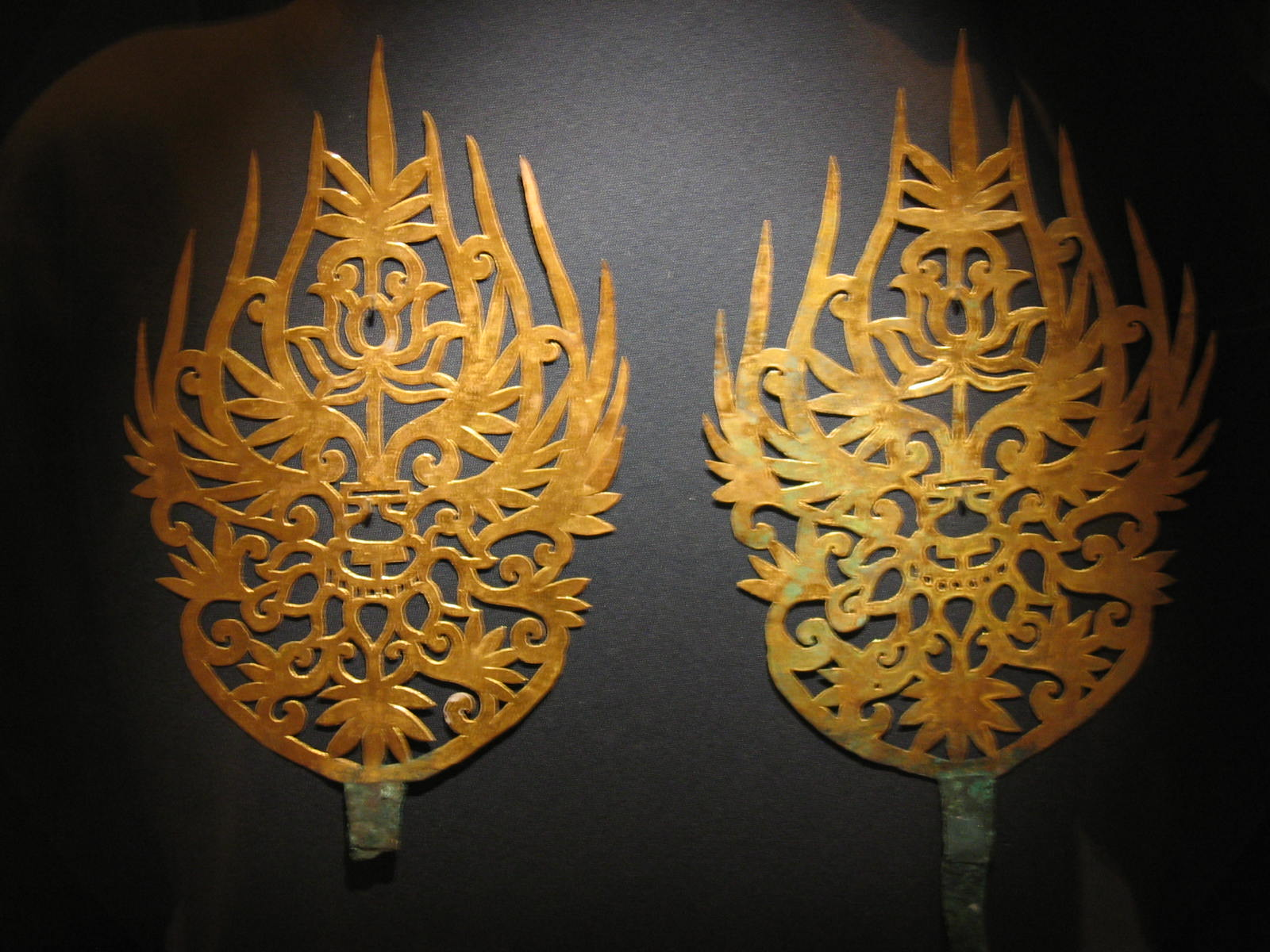
(왕비)금제관식 (국보 155호)
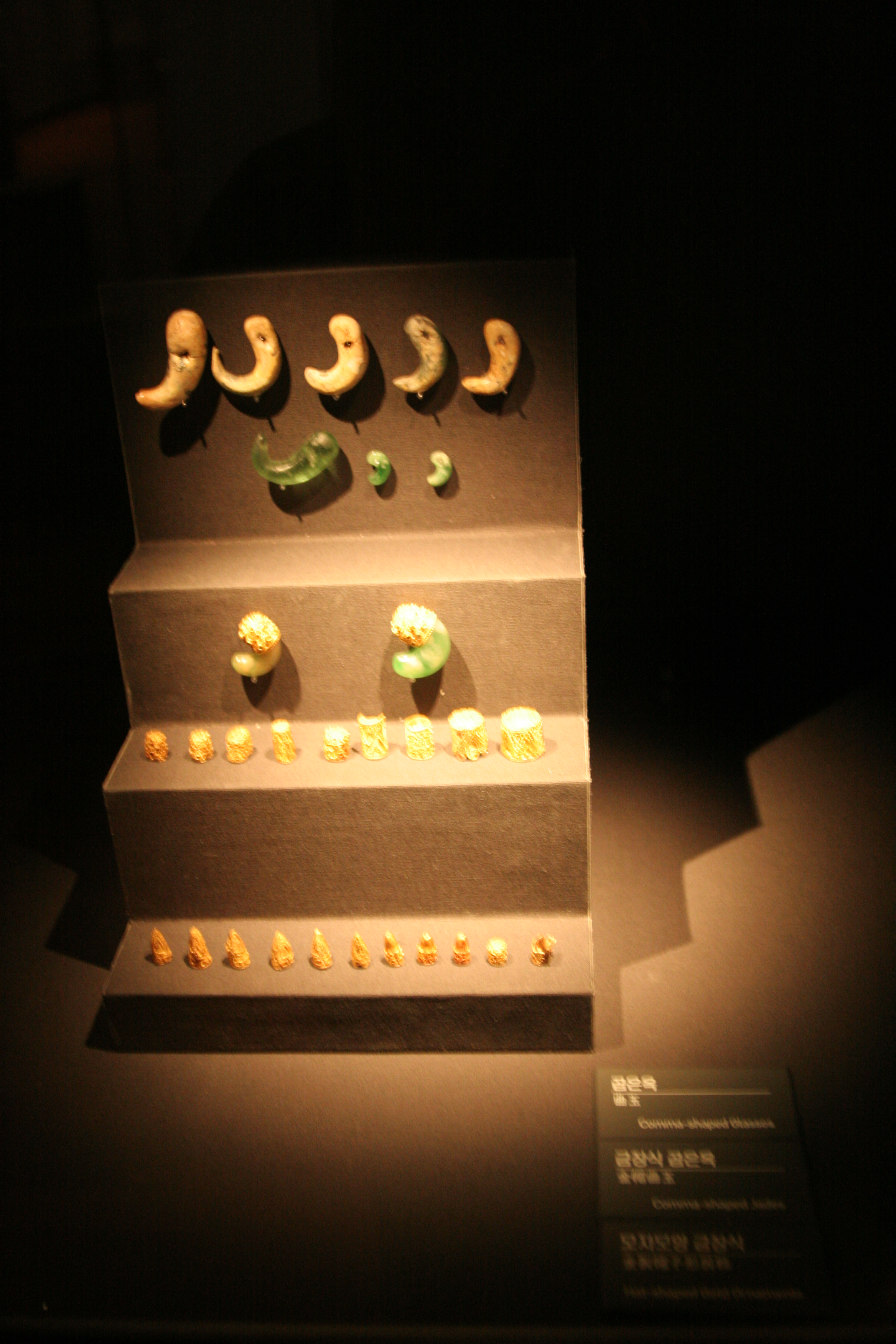
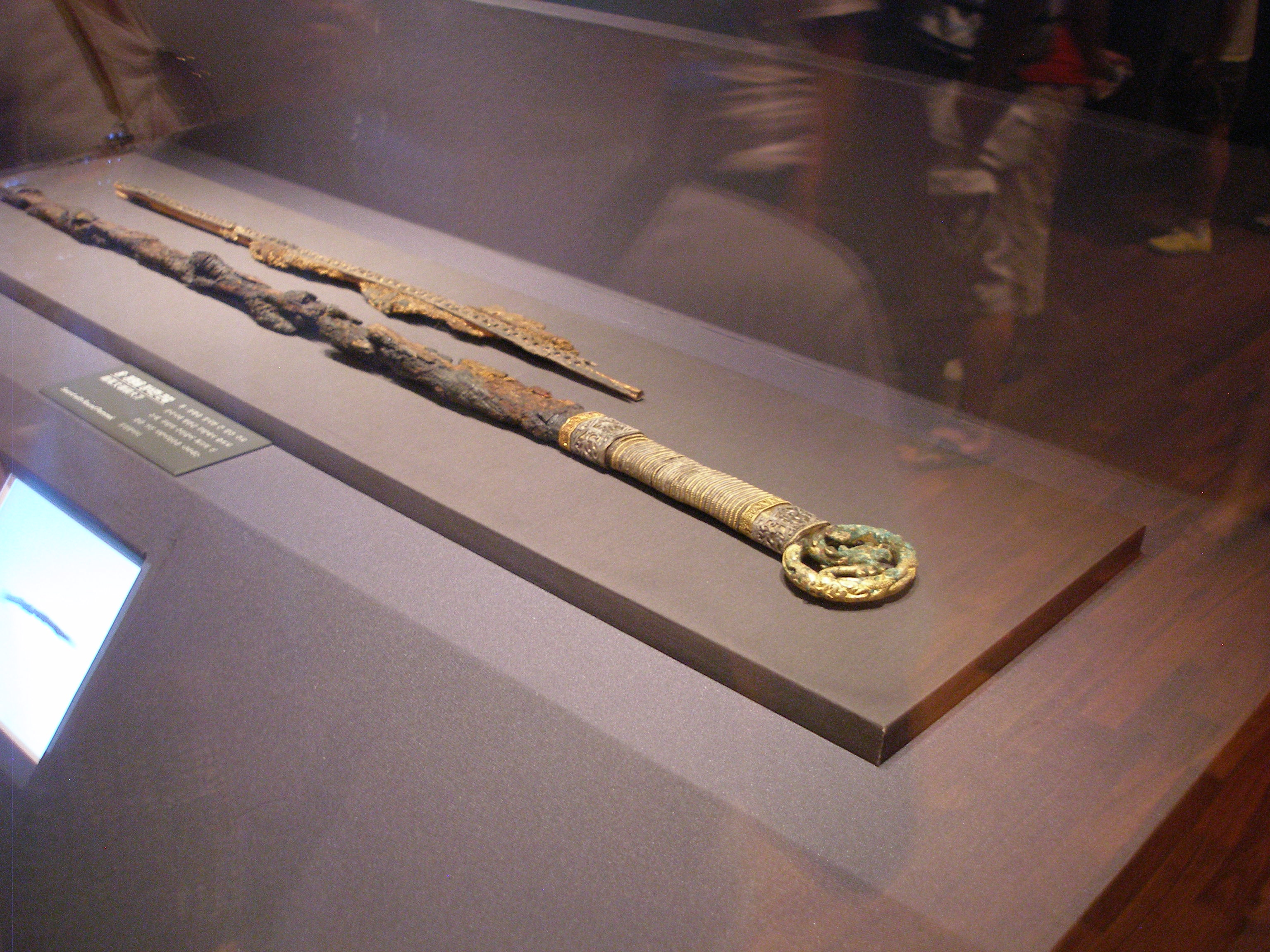
무령왕이 차고 매장되었던 환두대도
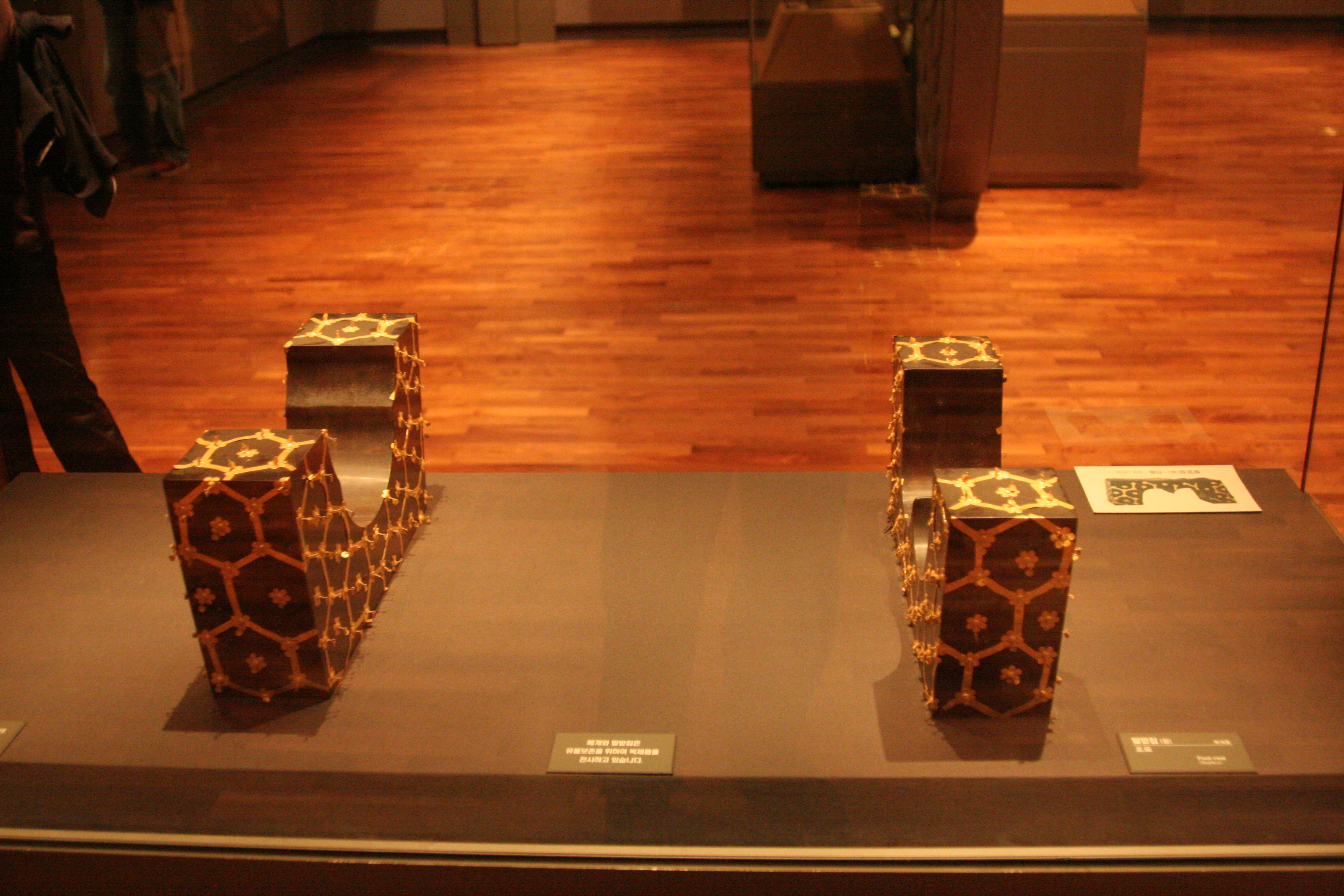
(왕)발받침 (국보 165호)
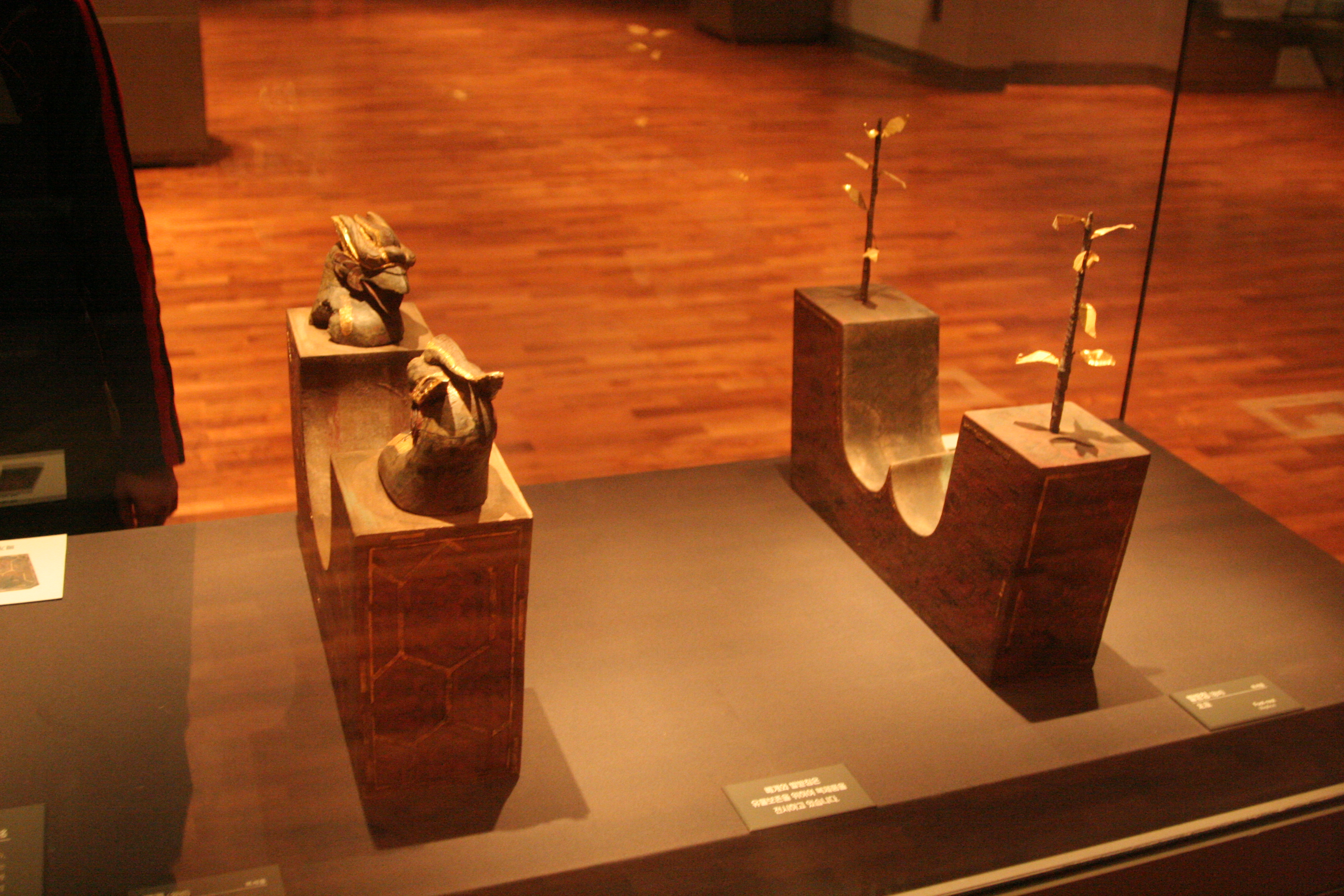
(왕비)발받침
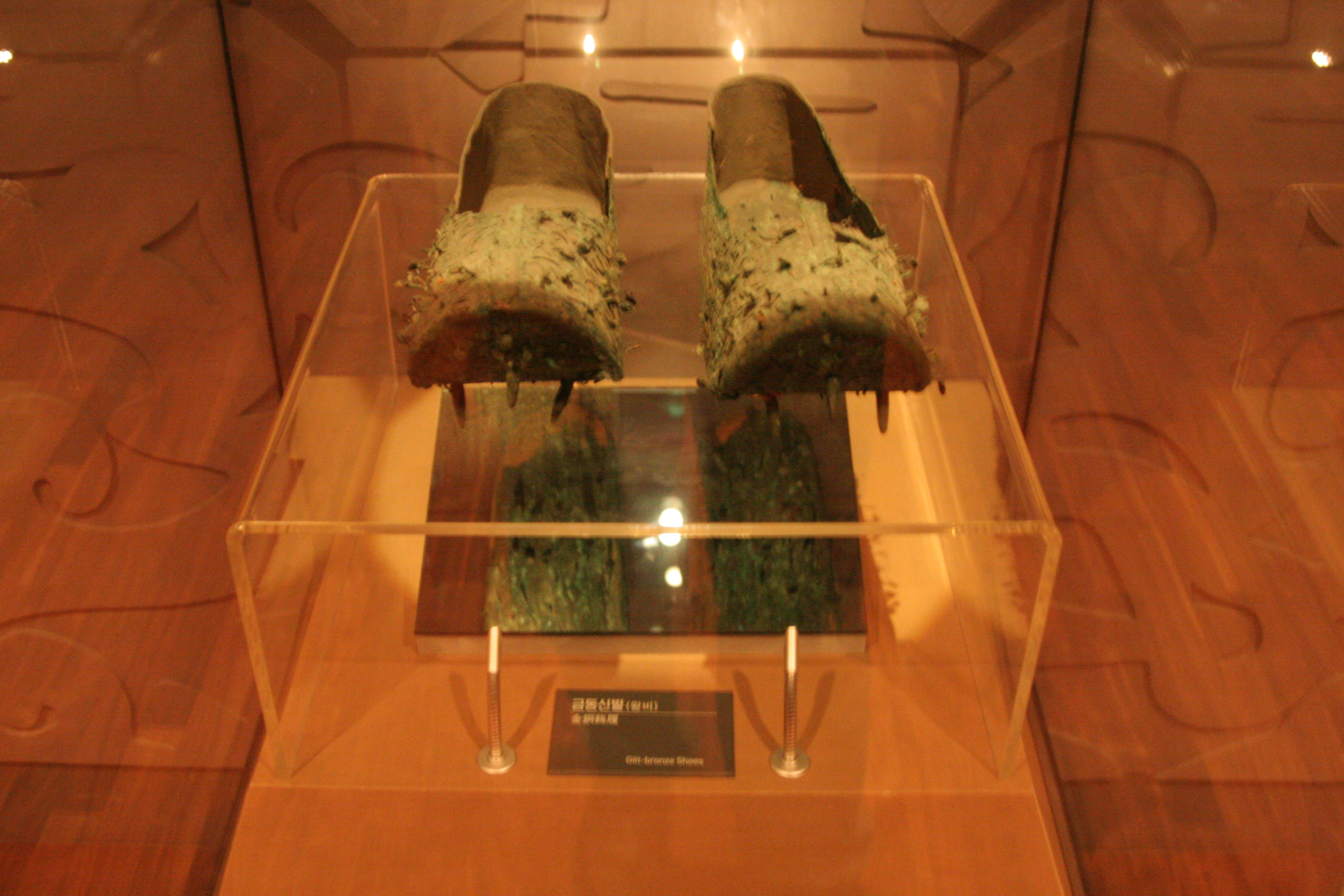
(왕)신발
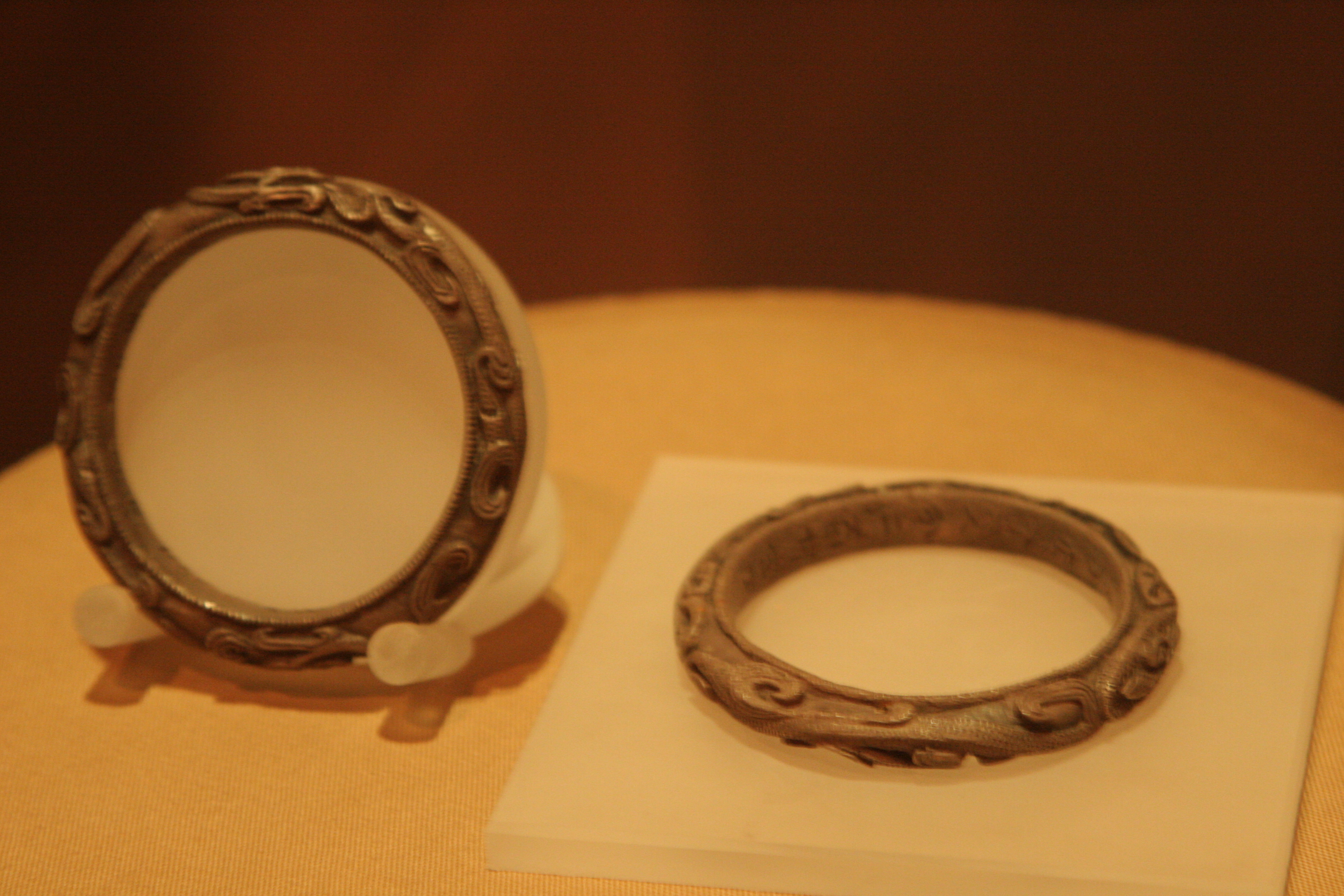
(왕비)은제팔찌 (국보 160호)
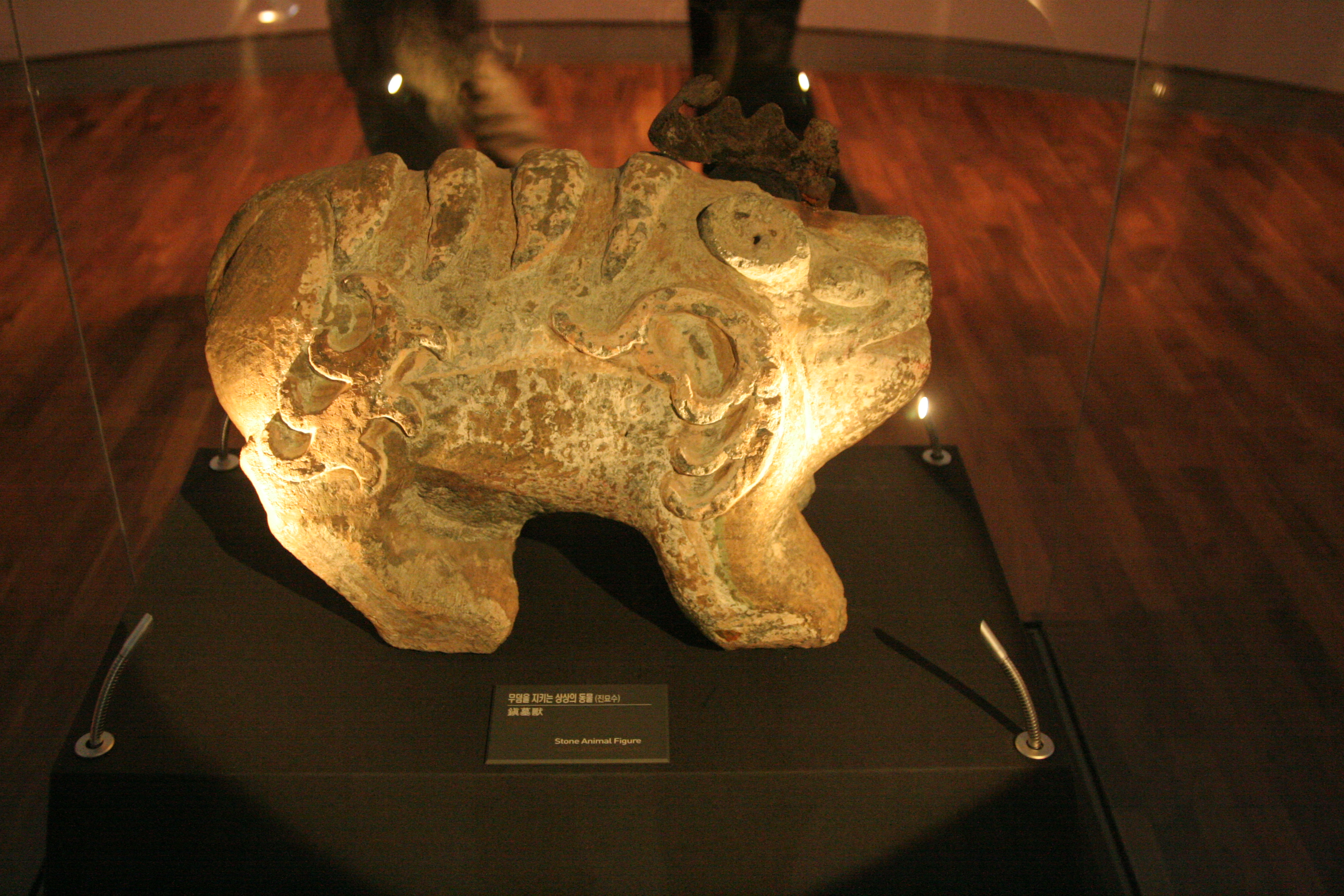
석수
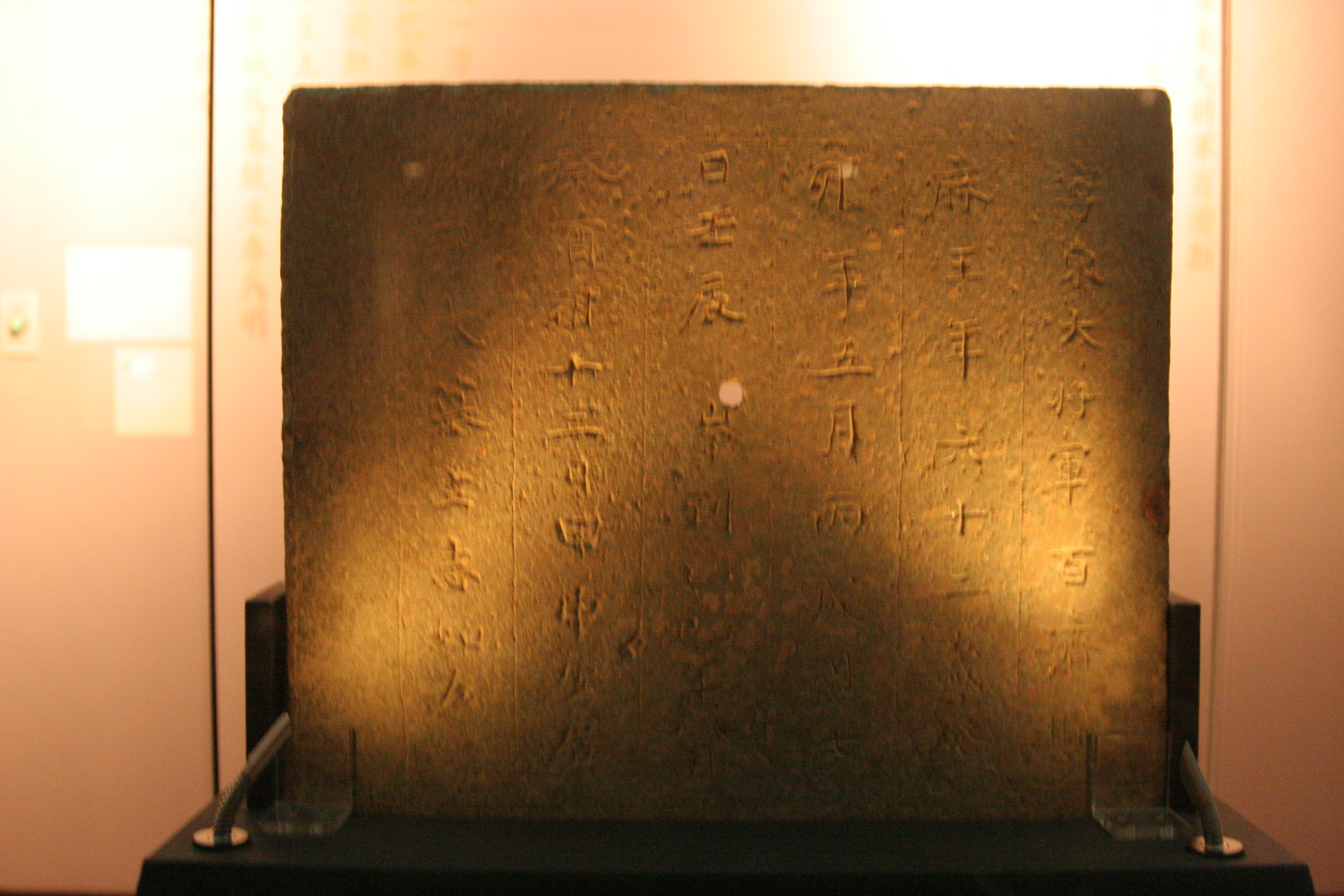
지석
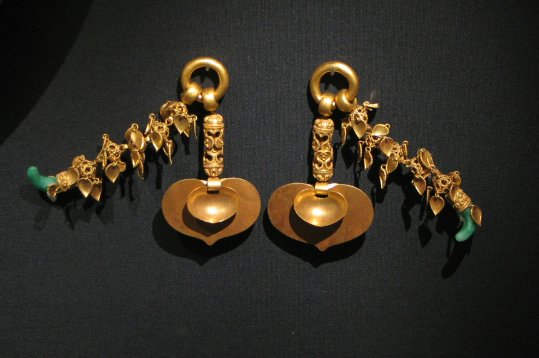
(왕)금제심엽형이식(귀걸이) (국보 156호)
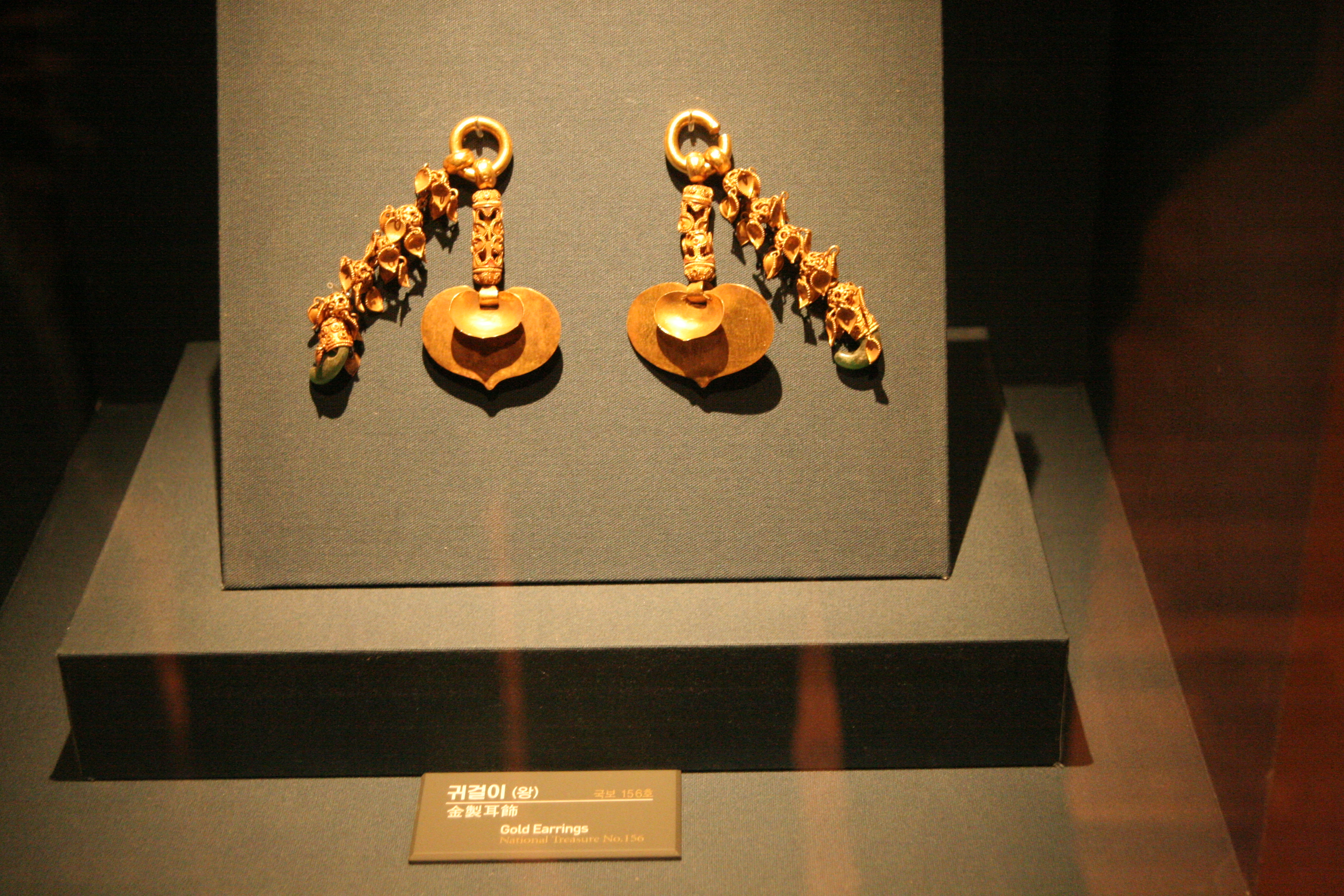
(왕)금제심엽형이식(귀걸이) (국보 156호)
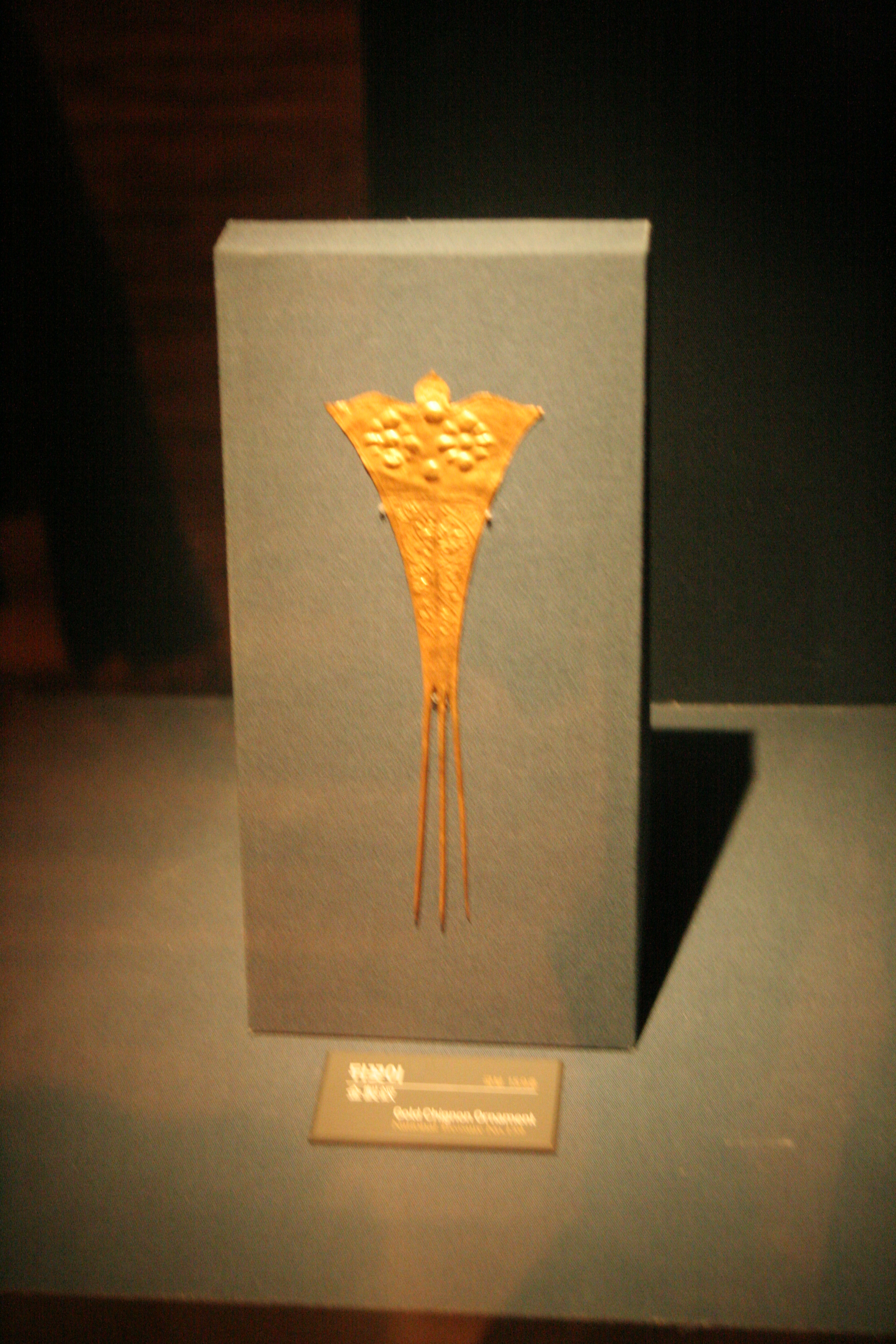
(왕)금제뒤꽂이 (국보 159호)
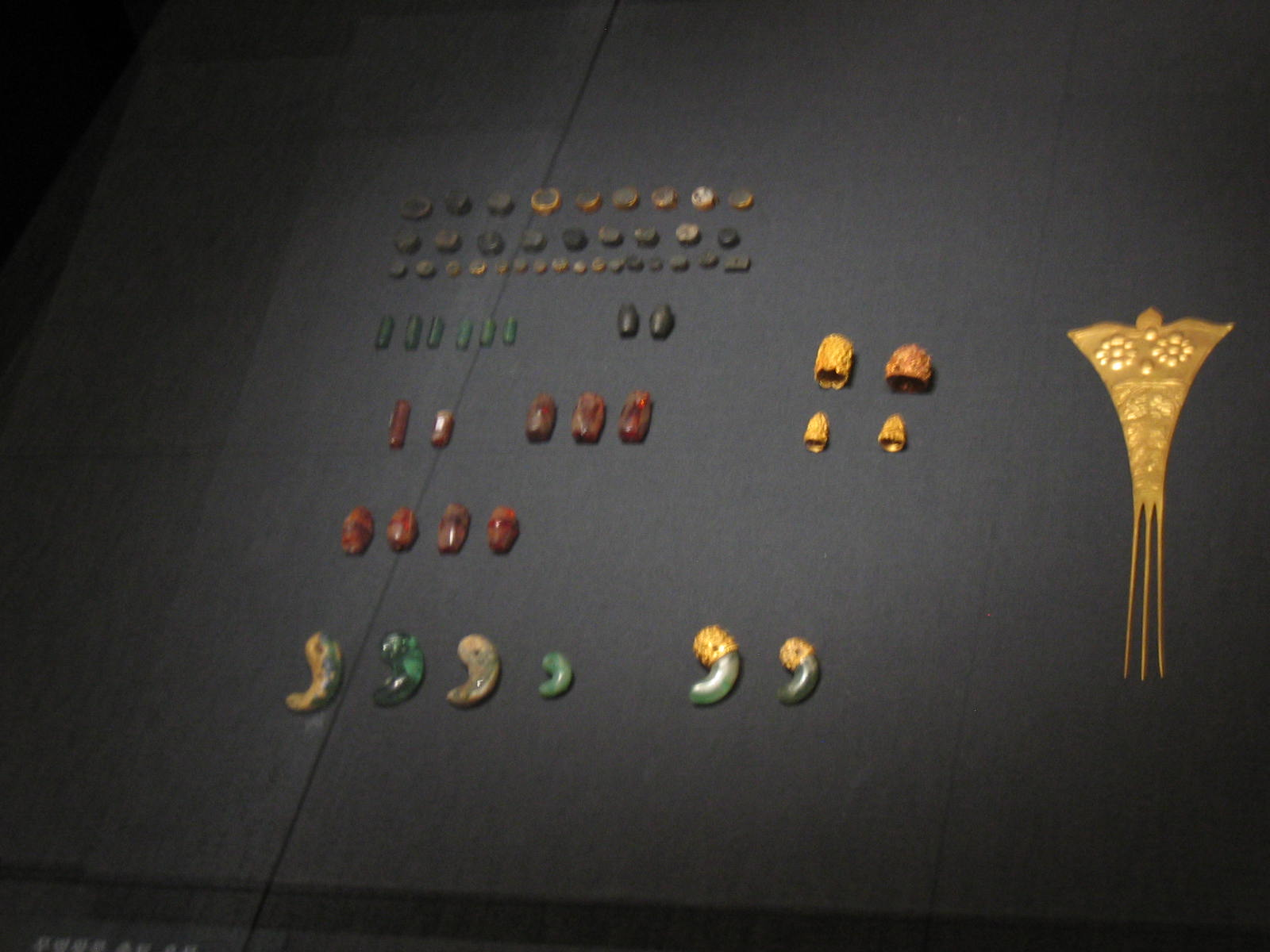

## 같이 보기
- 공주 무령왕릉과 왕릉원
- 서울 석촌동 고분군
- 백제
- 무령왕
- 대한민국의 국보
- 에다후나야마 고분

## 참고 문헌
- 무령왕릉 - 한국민족문화대백과